# Flora Sicula...Catinae
Flora Sicula...Catinae (abreviado Fl. Sicul. (Tornabene)) es un libro con ilustraciones y descripciones botánicas que fue escrito por el monje benedictino, botánico, liquenólogo, y micólogo italiano Francesco Tornabene. Fue publicado en el año 1887 con el nombre de Flora sicula viva et exsiccata: seu, Collectio plantarum in Sicilia sponte nascentium hucusque cognitarum juxta methodum naturalem vegetabilium exposita in Horto Botanico Regiae universitatis studiorum Catinae.